# Chelsea Football Club 1972-1973
Questa voce raccoglie le informazioni riguardanti il Chelsea Football Club nelle competizioni ufficiali della stagione 1972-1973.

## Stagione
Il campionato inglese inizia il 12 agosto 1972 e il Chelsea comincia con un 4-0 contro il Leeds United, un 1-1 contro il Leicester City, un 2-1 contro il Derby County, un 1-2 contro il Liverpool, un 2-1 contro il Manchester City, uno 0-0 contro il Manchester United, un 1-1 contro l'Arsenal, un 1-3 contro il West Ham United, un 1-2 contro lo Sheffield United, un 2-0 contro l'Ipswich Town, un 3-1 contro il Coventry City, un 2-2 contro il Birmingham City, un 3-1 contro il West Bromwich Albion, un 1-0 contro il Tottenham Hotspur, un 1-1 contro il Newcastle United, un 1-3 contro il Liverpool, un 1-1 contro il Leicester, un 1-3 contro il Southampton, uno 0-0 contro il Crystal Palace FC, un 1-1 contro lo Stoke City un 3-1 contro il Norwich City. Il campionato prosegue con uno 0-1 contro Wolverhampton Wanderers, un 1-1 contro l'Everton, uno 0-3 contro l'Ipswich Town, un 1-1 contro il Derby County, uno 0-1 contro l'Arsenal, un 1-3 contro il West Ham, un 4-2 contro lo Sheffield United, un 1-1 contro il Leeds, uno 0-0 contro il Birmingham City, uno 0-2 contro il Wolverhampton, 1-1 contro West Bromwich e Newcastle, un 1-1 contro il Manchester City, uno 0-2 contro il Crystal Place, uno 0-1 contro il Tottenham, un 1-3 contro lo Stoke, 0-1 contro Norwich e Everton, un 2-1 contro il Southampton, un 2-0 contro il Coventry e un 1-0 contro il Manchester United. Il club termina quindi in dodicesima posizione.
Il Chelsea inizia l'FA Cup dal terzo turno, dove batte il Brighton & Hove Albion 2-0, nel quarto turno vince 2-0 contro l'Ipswich, nel quinto batte 2-1 lo Sheffield Wednesday, nel sesto pareggia 2-2 contro l'Arsenal e nel replay viene battuto 1-2 e quindi eliminato.
Il club londinese inizia la Football League Cup dal secondo turno, dove batte 1-0 il Southend United, nel terzo pareggia 0-0 contro il Derby County, nel replay lo batte 3-2. Nel quarto turno vince 1-0 contro il Bury FC, nel quinto 3-1 contro il Notts County, in semifinale viene battuto 0-2 all'andata e 0-1 al ritorno dal Norwich e quindi eliminato.

## Maglie e sponsor
Nella stagione 1972-1973 del Chelsea non sono presenti né sponsor tecnici né main sponsor. La divisa primaria è costituita dalla maglia blu con colletto a polo, calzoncini blu e calzettoni bianchi. La divisa da trasferta è formata da una maglia rossa a girocollo, pantaloncini bianchi e calzettoni verdi e righe rosse e bianche come decorazione nella parte superiore.
| Casa | Trasferta |

## Rosa
Rosa e numerazione sono aggiornati al 31 maggio 1973.
| N. |                        | Ruolo | Calciatore      |
| -- | ---------------------- | ----- | --------------- |
|    | Inghilterra (bandiera) | P     | Peter Bonetti   |
|    | Galles (bandiera)      | P     | John Phillips   |
|    | Inghilterra (bandiera) | P     | Steve Sherwood  |
|    | Irlanda (bandiera)     | D     | John Dempsey    |
|    | Inghilterra (bandiera) | D     | Micky Droy      |
|    | Inghilterra (bandiera) | D     | Ron Harris      |
|    | Inghilterra (bandiera) | D     | Marvin Hinton   |
|    | Scozia (bandiera)      | D     | Eddie McCreadie |
|    | Irlanda (bandiera)     | D     | Paddy Mulligan  |
|    | Inghilterra (bandiera) | D     | David Webb      |

| N. |                        | Ruolo | Calciatore     |
| -- | ---------------------- | ----- | -------------- |
|    | Scozia (bandiera)      | C     | John Boyle     |
|    | Scozia (bandiera)      | C     | Ian Britton    |
|    | Scozia (bandiera)      | C     | Charlie Cooke  |
|    | Scozia (bandiera)      | C     | John Hollins   |
|    | Inghilterra (bandiera) | C     | Alan Hudson    |
|    | Inghilterra (bandiera) | A     | Tommy Baldwin  |
|    | Inghilterra (bandiera) | A     | Peter Houseman |
|    | Inghilterra (bandiera) | A     | Ian Hutchinson |
|    | Inghilterra (bandiera) | A     | Tommy Ord      |
|    | Inghilterra (bandiera) | A     | Peter Osgood   |

## Calciomercato
| Partenze | Partenze        | Partenze          | Partenze |
| R.       | Nome            | a                 | Modalità |
| -------- | --------------- | ----------------- | -------- |
| D        | Paddy Mulligan  | Crystal Palace    | ?        |
| D        | Stewart Houston | Brentford         | ?        |
| A        | Tommy Ord       | Erith & Belvedere | Libero   |

## Statistiche

### Statistiche di squadra
| Competizione        | Punti | Totale | Totale | Totale | Totale | Totale | Totale |
| Competizione        | Punti | G      | V      | N      | P      | Gf     | Gs     |
| ------------------- | ----- | ------ | ------ | ------ | ------ | ------ | ------ |
| Campionato          | 40    | 42     | 13     | 14     | 15     | 49     | 51     |
| FA Cup              | -     | 5      | 3      | 1      | 1      | 9      | 5      |
| Football League Cup | -     | 7      | 4      | 1      | 2      | 8      | 6      |
| Totale              | -     | 54     | 20     | 16     | 18     | 66     | 62     |